# John Adams (tonsättare)
John Coolidge Adams, född 15 februari 1947 i Worcester, Massachusetts, är en amerikansk minimalistisk tonsättare och dirigent. Han är en av de mest regelbundet framförda kompositörerna av samtida klassisk musik och är särskilt känd för sina operor, av vilka många kretsar kring historiska händelser. Förutom opera omfattar hans produktion orkester-, konsert-, vokal-, kör-, kammar-, elektroakustisk och pianomusik.
Adams föddes i Worcester, Massachusetts, växte upp i en musikalisk familj och kom i kontakt med klassisk musik, jazz, musikteater och rockmusik. Han studerade vid Harvard University för bland andra Leon Kirchner, Roger Sessions och David Del Tredici. Hans tidigaste verk var i linje med modernistisk musik, men han började inte hålla med om dess grundsatser när han läste John Cages Silence: Lectures and Writings. Adams undervisade vid San Francisco Conservatory of Music och utvecklade en minimalistisk estetik som först realiserades fullt ut i Phrygian Gates (1977) och senare i stråkseptetten Shaker Loops. Adams blev alltmer aktiv i San Franciscos samtida musikscen, och hans orkesterverk Harmonium och Harmonielehre (1985) gav honom först nationell uppmärksamhet. Andra populära verk från denna tid är fanfaren Short Ride in a Fast Machine (1986) och orkesterverket El Dorado (1991).
Adams första opera var Nixon in China (1987), som berättar om Richard Nixons besök i Kina 1972 och var det första av många samarbeten med teaterregissören Peter Sellars. Även om verkets mottagande till en början var blandat, har det sedan uruppförandet blivit alltmer respekterat och har framförts över hela världen. Operan The Death of Klinghoffer (1991), som påbörjades strax efter Nixon in China, baserades på den palestinska befrielsefrontens kapning och mord på Leon Klinghoffer 1985 och gav upphov till stor kontrovers på grund av sitt ämne. Hans nästa anmärkningsvärda verk inkluderar en kammarsymfoni (1992), en violinkonsert (1993), operaoratoriet El Niño (2000), orkesterstycket My Father Knew Charles Ives (2003) och den sexsträngade elektriska violinkonserten The Dharma at Big Sur. Adams vann ett Pulitzerpris i musik för On the Transmigration of Souls (2002), ett stycke för orkester och kör till minne av offren för attackerna den 11 september 2001. Adams fortsatte med historiska ämnen och skrev operan Doctor Atomic (2005), baserad på Robert Oppenheimer, Manhattanprojektet och byggandet av den första atombomben. Senare operor inkluderar A Flowering Tree (2006) och Girls of the Golden West (2017).
På många sätt är Adams musik utvecklad från den minimalistiska traditionen från Steve Reich och Philip Glass, men han tenderar att lättare engagera sig i den sena romantikens enorma orkestrala texturer och klimax i samma anda som Wagner och Mahler. Hans stil är i stor utsträckning en reaktion mot modernismen och serialismen i den andra Wien- och Darmstadtskolan. Förutom Pulitzerpriset har Adams fått Erasmuspriset, ett Grawemeyer Award, fem Grammy Awards, Harvard Arts Medal, Frankrikes Arts et Lettres-orden och sex hedersdoktorer.

## Biografi
Adams växte upp i New England och började komponera som tioåring. Han utbildade sig även till klarinettist och spelade bland annat i symfoniorkester och operaorkester i Boston innan han satsade fullt ut på komponerandet. Bland hans mest kända verk kan nämnas Shaker Loops (1978), Short Ride in a Fast Machine (1986), Grand Pianola Music (1982), Harmonielehre (1985) och operaverk. För oratoriet On the Transmigration of Souls (2002) till minne av offren för flygattackerna 11 september 2001 i USA erhöll han Pulitzerpriset för musik (2003) och tre Grammy Awards (2005), dessutom ytterligare Grammy Awards och ett flertal andra utmärkelser för olika andra verk.
Han brukar räknas som en följeslagare av den minimalistiska musikformen med föregångare som till exempel Steve Reich och Philip Glass, men säger sig själv också ha blivit oerhört inspirerad av John Cages musikteorier. Han har skrivit ett stort antal verk inom olika kategorier, men har framför allt också blivit känd för sina operaverk med anknytning till aktuella världsfrågor och konflikter t ex: Nixon in China (1983), om president Nixons besök i Kina 1972, The Death of Klinghoffer (1991), om palestinska terroristers kapning av ett internationellt kryssningsfartyg i Medelhavet 1985, El Niño (2000), om klimatförändringar ur ett existentiellt, mystiskt perspektiv, Doctor Atomic (2005), om Robert Oppenheimer, Manhattanprojektet och konstruktionen av den första amerikanska atombomben och dess konsekvenser. Med operorna har han sedan länge ett nära samarbete med den egensinnige amerikanske regissören Peter Sellars.
2010 invaldes John Adams som utländsk ledamot av svenska Kungliga Musikaliska Akademien.

## Verkförteckning

### Opera
- Nixon in China (1987)
- The Death of Klinghoffer (1991)
- I Was Looking at the Ceiling and Then I Saw the Sky (1995)
- El Niño (2000)
- Doctor Atomic (2005)
- A Flowering Tree (2006)
- The Gospel According to the Other Mary, opera-oratorium (2012)
- Girls of the Golden West (2017)
- Antony and Cleopatra (2022)

### Orkesterverk
- Common Tones in Simple Time (1979)
- Harmonium (1980)
- Shaker Loops (version för stråkorkester) (1983)
- Harmonielehre (1985)
- The Chairman Dances (1985)
- Tromba Lontana (1986)
- Short Ride in a Fast Machine (1986)
- Fearful Symmetries (1988)
- Eros Piano (1989)
- El Dorado (1991)
- Violinkonsert (vinnare av 1995 års Grawemeyer Award) (1993)
- Lollapalooza (1995)
- Slonimsky's Earbox (1996)
- Century Rolls (1997)
- Naive and Sentimental Music (1998)
- Guide to Strange Places (2001)
- On the Transmigration of Souls (2002)
- My Father Knew Charles Ives (2003)
- The Dharma at Big Sur (2003)
- Doctor Atomic Symphony (2007)
- City Noir (2009)
- Absolute Jest (2010)
- Saxofonkonsert (2013)
- Scheherazade.2, dramatisk symfoni för violin och orkester (2014)
- Must the Devil Have All the Good Tunes?, konsert för piano och orkester (2018)

### Vokalt med orkester
- The Nixon Tapes (1987)
- The Wound-Dresser (1989)

### Kammarmusik
- Pianokvintett (1970)
- Shaker Loops (1978)
- Kammarsymfoni (1992)
- John's Book of Alleged Dances (1994)
- Road Movies (1995)
- Gnarly Buttons (1996)
- Son of Chamber Symphony (2007)
- Fellow Traveler (2007)
- First Quartet (2008)
- Second Quartet (2014)

### Blandade ensembleverk
- American Standard (1973)
- Christian Zeal and Activity (1973)
- Grounding (1975)
- Grand Pianola Music (1982)
- Scratchband (1996)
- Nancy's Fancy (2001)

### Kör
- Ktaadn (1973)
- Harmonium (1980)
- Choruses from The Death of Klinghoffer (1991)
- On the Transmigration of Souls (2002)

### Bandade och elektroniska verk
- Heavy Metal (1970)
- Studebaker Love Music (1976)
- Onyx (1976)
- Light Over Water (1983)
- Hoodoo Zephyr (1993)

### Piano
- Phrygian Gates (1977)
- China Gates (1977)
- Hallelujah Junction (1996)
- American Berserk (2001)

### Filmmusik i urval
- Matter of Heart (1986)
- The Cabinet of Dr. Ramirez, regi Peter Sellars (1991)
- An American Tapestry, TV-dokumentär (1999)
- The Death of Klinghoffer (2003)
- Kärlek på italienska (Io Sono l'Amore) (2010)

### Orkestreringar och arrangemang
- Six Songs by Charles Ives (Ives' songs) (1989–1993)
- The Black Gondola (Liszt's La Lugubre Gondola) (1990)
- Berceuse Élégiaque (Busoni's Berceuse Élégiaque) (1991)
- Le Livre de Baudelaire (Debussy's Cinq poèmes de Charles Baudelaire) (1993)
- La Mufa (Piazzolla's tango) (1995)
- Todo Buenos Aires (Piazzolla's tango) (1996)

## Priser och utmärkelser
- Grammy Award for Best Contemporary Composition för Nixon in China (1989)
- Royal Philharmonic Society Music Award for Best Chamber Composition för Chamber Symphony (1994)
- Grawemeyer Award in Musical Composition for Violin Concerto (1995)
- Grammy Award for Best Contemporary Composition för El Dorado (1998)
- Pulitzer Prize for Music för On the Transmigration of Souls (2003)
- Grammy Award for Best Classical Album för On the Transmigration of Souls (2005)
- Grammy Award for Best Orchestral Performance för On the Transmigration of Souls (2005)
- Grammy Award for Best Classical Contemporary Composition för On the Transmigration of Souls (2005)
- Harvard Arts Medal (2007)
- Honorary Doctorate of Arts, Northwestern University (2008)
- California Governor's Award for Lifetime Achievement in the Arts
- Cyril Magnin Award for Outstanding Achievement in the Arts
- Chevalier dans l'Ordre des Arts et des Lettres (2015)